# Tridenchthonius africanus
Tridenchthonius africanus är en spindeldjursart som först beskrevs av Beier 1931.  Tridenchthonius africanus ingår i släktet Tridenchthonius och familjen Tridenchthoniidae. Inga underarter finns listade i Catalogue of Life.